# Rhynchospora exilis
Rhynchospora exilis är en halvgräsart som beskrevs av Johann Otto Boeckeler. Rhynchospora exilis ingår i släktet småag, och familjen halvgräs. Inga underarter finns listade i Catalogue of Life.